# Erysimum horizontale
Erysimum horizontale là một loài thực vật có hoa trong họ Cải. Loài này được Candargy mô tả khoa học đầu tiên năm 1897.